# Альчеррі
Альчеррі (баск. Altxerri,[al'tʃeri]) — печера в Іспанії, розташована недалеко від Сан-Себастьяна, поблизу населеного пункту Айя. Печеру було відкрито випадково при дорожніх роботах, але інтересу на той час вона не викликала. Її вивчення почалося лише в 1962 році групою молодих ентузіастів. Незабаром для обмеження проникнення в печері було встановлено двері. У тому ж році при обстеженні печери було знайдено перші петрогліфи, а трохи пізніше і кам'яні знаряддя. Наскельні малюнки зображують: бізона, оленів, лисів, рибу, сайгаків, козерогів і птахів. У 1996 році вийшла книга німецького дослідника під назвою Ekain і Altxerri про печеру.
За 11 км на південний захід від Альчеррі знаходиться печера Екаїн.

Наскельні малюнки тварин у печері Альчеррі
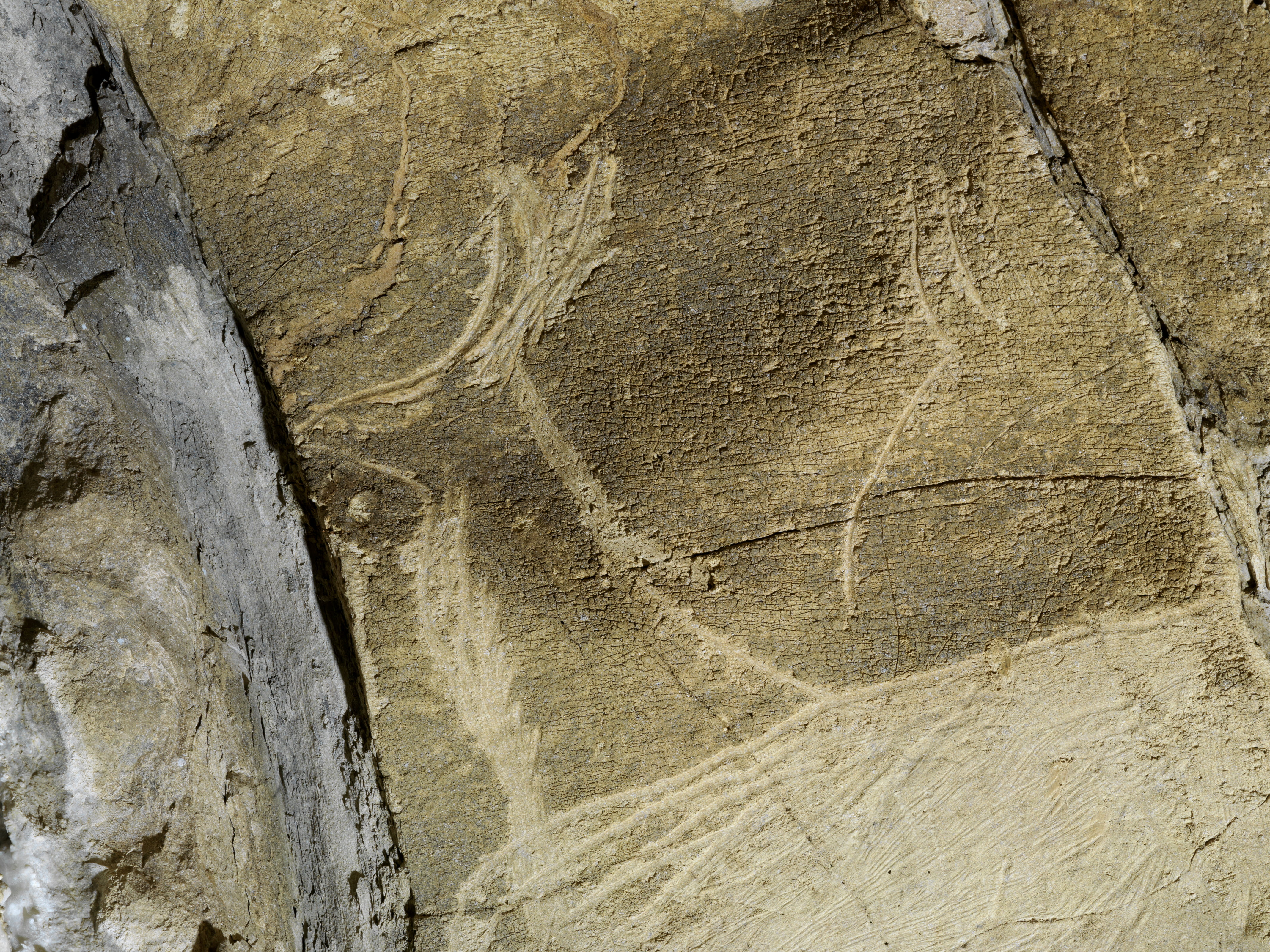
Антилопа
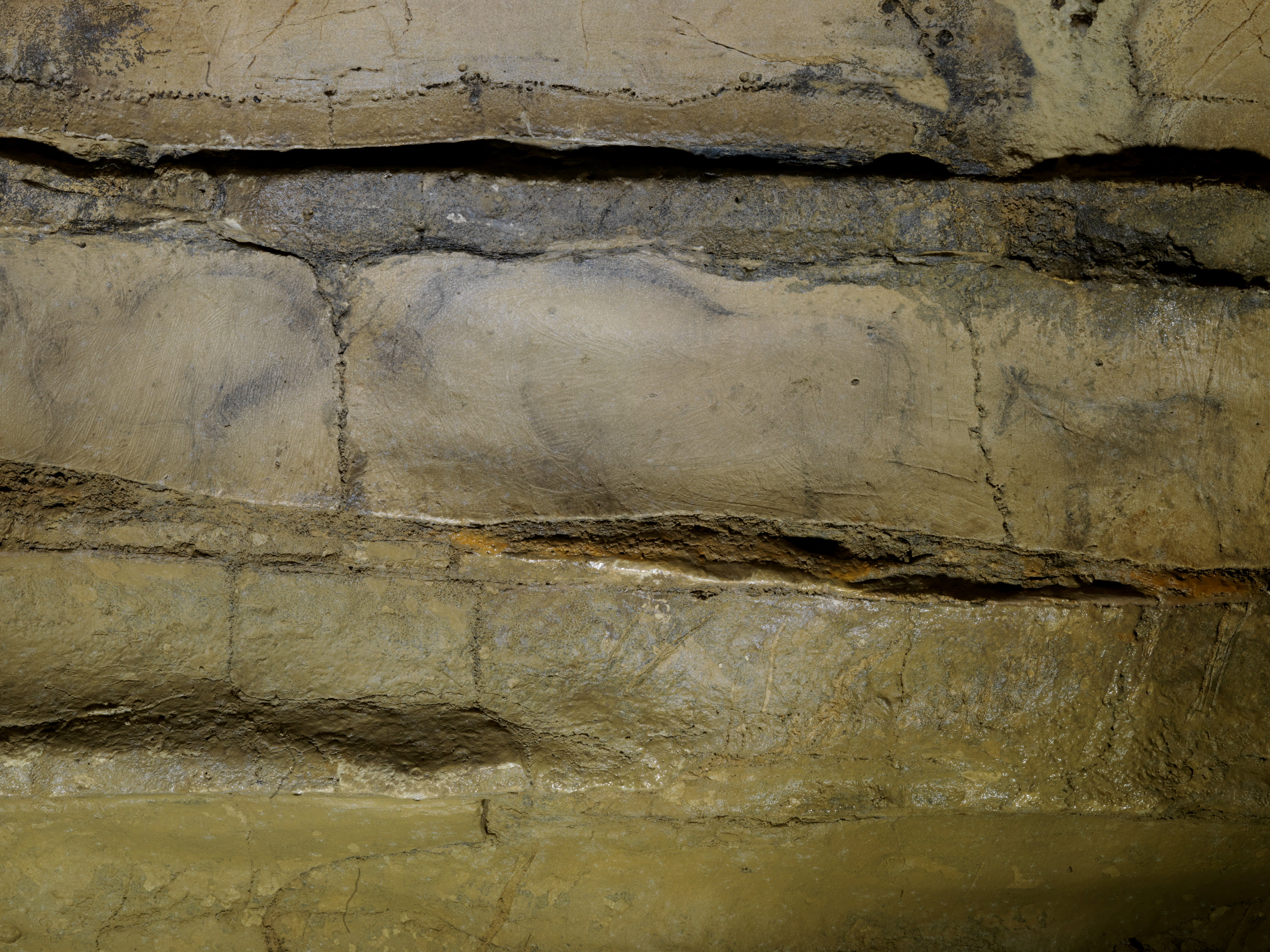
Зубр
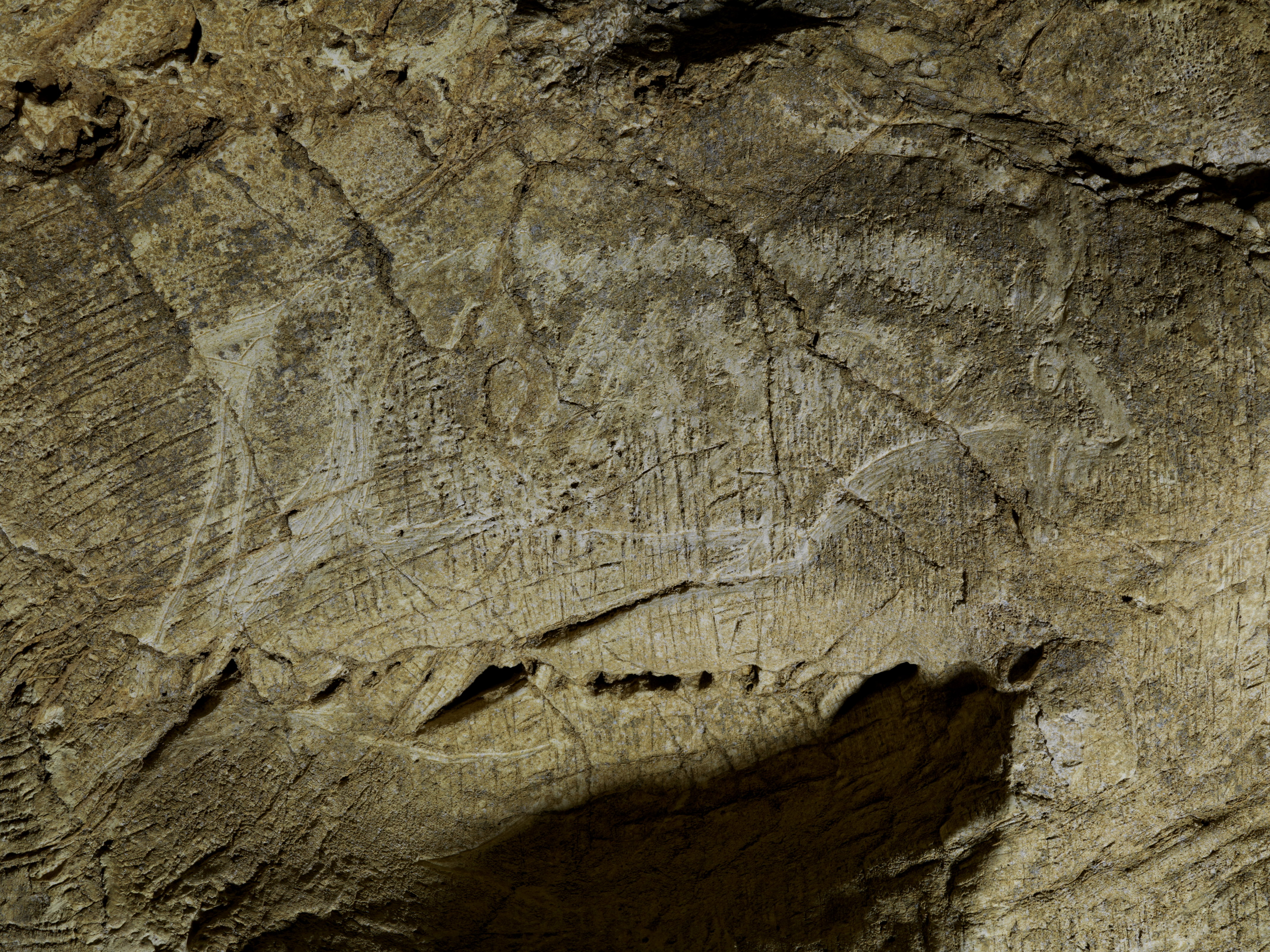
Козоріг
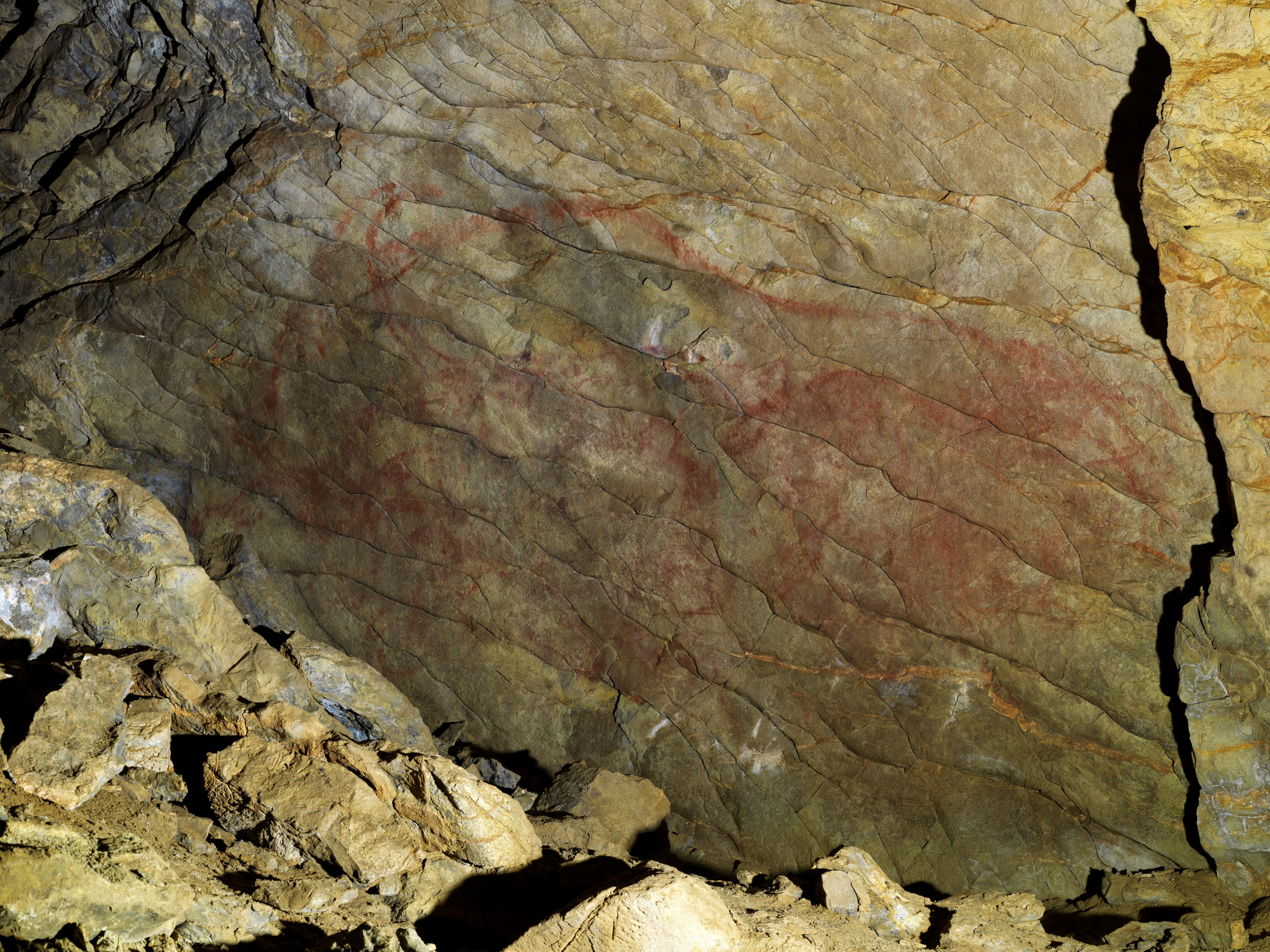
Великий зубр